# Hygrocybe conica
A Hygrocybe conica é uma espécie de fungo agárico da família Hygrophoraceae. No Reino Unido, ela recebe o nome comum recomendado em inglês de blackening waxcap (píleo de cera que escurece), já que todas as partes do basidioma escurecem com a idade. Na América do Norte, é comumente conhecida como witch's hat (chapéu de bruxa) ou conical wax cap (píleo de cera cônico). Sabe-se que a Hygrocybe conica é um complexo específico de pelo menos onze espécies intimamente relacionadas e, como tal, é muito difundida na Europa, América do Norte, Ásia e em outros lugares.

## Taxonomia
A espécie foi descrita pela primeira vez na Baviera em 1774 pelo polímata alemão Jacob Christian Schäffer, que a chamou de Agaricus conicus. Paul Kummer a transferiu para o gênero Hygrocybe em 1871. Pesquisas moleculares recentes, com base na análise cladística de sequências de DNA, confirmaram que a Hygrocybe conica pertence a Hygrocybe sensu stricto. No entanto, também foi indicado que o nome é atualmente aplicado a pelo menos onze táxons intimamente relacionados, mas geneticamente distintos, em todo o mundo.

## Descrição
Os basidiomas são agaricoides, com até 10 cm de altura; o píleo é estreitamente cônico no início, tornando-se umbonado e frequentemente lobado, com até 10 cm de diâmetro. A superfície do píleo é lisa e finamente fibrilosa, úmida ou viscosa no início, variando de amarelo a laranja ou escarlate. As lamelas são cerosas, brancas a amarelo pálido ou acinzentadas. O estipe é liso, mas fibriloso e estriado, amarelo a vermelho-alaranjado, esbranquiçado em direção à base, sem anel. Todas as partes se tornam mais opacas e cinzentas com a idade, tornando-se finalmente completamente pretas. A esporada é branca e os esporos (sob um microscópio) são lisos, não amiloides [en], elipsoides, e medem cerca de 8,5 a 11,5 por 5 a 7,5 μm.

## Habitat e distribuição
A Hygrocybe conica é amplamente distribuída na América do Norte, Europa e Ásia, bem como na Austrália e Nova Zelândia, sendo encontrada no verão e no outono. Na Europa, é típica de pastagens pobres em nutrientes, um habitat em declínio devido às mudanças nas práticas agrícolas. No entanto, é uma das Hygrocybe mais comuns e também pode ser encontrada em dunas, margens de estradas e outros habitats. Na América do Norte, é frequentemente encontrada em florestas de coníferas. Embora a Hygrocybe conica ocorra na Austrália, principalmente perto de áreas urbanas, muitas coleções originalmente atribuídas a essa espécie são da similar Hygrocybe astatogala.

## Comestibilidade
A comestibilidade da Hygrocybe conica é desconhecida e pode ser venenosa.